# Агачкала
Агачкала́ (кум. Агъачхъала) — село в Буйнакском районе Дагестана. Входит в состав сельского поселения «Сельсовет „Верхнеказанищенский“».

## Этимология
С перевода кумыкского на русский Агачкала означает деревянная крепость.

## Географическое положение
Расположен в 7 км к юго-западу от районного центра города Буйнакск, на левом берегу реки Акпеозень.

## Население
| 1926 | 1939 | 1989 | 2002 | 2010 | 2021 |
| ---- | ---- | ---- | ---- | ---- | ---- |
| 90   | ↗156 | ↗257 | ↗433 | ↗450 | ↗583 |

По данным Всероссийской переписи населения 2010 года:
| № | Национальность | Численность, чел. | Доля |
| - | -------------- | ----------------- | ---- |
| 1 | кумыки         | 429               | 96 % |
| 2 | аварцы         | 16                | 3 %  |
| 3 | другие         | 5                 | 1 %  |

Национальный состав
По данным Всероссийской переписи населения 2021 года:
| №        | Национальность | Численность, чел. | Доля    |
| -------- | -------------- | ----------------- | ------- |
| 1        | кумыки         | 518               | 88,85 % |
| 1.000001 | не указавшие   | 1                 | 0,17 %  |
| 1.000002 | прочие         | 64                | 10,97 % |
| 1.000003 | всего          | 583               | 100 %   |